# Compañía privilegiada

Logo de Compañía Neerlandesa de las Indias Orientales, compañía privilegiada de Países Bajos que fue disuelta en 1799.

Una compañía privilegiada (del italiano compagnia) era una compañía comercial cuyas actividades gozaban de la protección del Estado mediante un privilegio. La actividad de estas compañías era diferente de las guildas de comerciantes de la Edad Media, como la Hansa, y se identifican más con  las actuales grandes corporaciones capitalistas, excepto por funcionar en régimen abiertamente monopolístico.
El capital necesario para el funcionamiento de las compañías privilegiadas las hace al alcance solo del Estado y de la asociación de muchos capitalistas individuales, con lo que se establecen para estas condiciones de responsabilidad limitada similares a las de las modernas sociedades anónimas. 
Sus antecedentes pueden rastrearse hasta la Italia del siglo XIV, cuando sus mercaderes operaban en el Levante mediterráneo, conociéndose compañías comerciales de Pisa, Génova, Venecia y Florencia. También pueden considerarse precedentes los consulados comerciales de las ciudades de las Coronas de Castilla y Aragón durante la Baja Edad Media (denominado Consulado del Mar en la Corona de Aragón), o la citada Hansa, que reunió a las ciudades del Báltico y dominó el comercio del norte de Europa.
Pero se encuentra un avance significativo hacia sistemas comerciales privilegiados que se benefician de las dimensiones de una economía nacional sustentada en un Imperio colonial, hasta la apertura de la economía-mundo en el siglo XVI, con el establecimiento en la fachada atlántica de Europa Occidental de las monarquías autoritarias del Antiguo Régimen (Portugal, España y Francia), y especialmente en sus rivales económicos, sociales e ideológicos: las Provincias Unidas de los Países Bajos (actuales Países Bajos) e Inglaterra. La política comercial que se funda en ello, basada en el proteccionismo, se denominará mercantilismo, y para justificarlo surgirán las primeras elaboraciones teóricas de la economía como ciencia moderna (metalismo, bullonismo, colbertismo).
Portugal y España mantuvieron monopolios comerciales de los puertos de Lisboa y Sevilla (Casa de la Contratación), respectivamente, aunque los verdaderos beneficiados del sistema colonial ibérico fueran los artesanos del norte de Europa: la ciudad de Amberes y los banqueros, italianos o alemanes (Fugger), que financiaban la política exterior de los Habsburgo. La famosa poesía de Quevedo (Don Dinero) refleja esta percepción en los contemporáneos:

Nace en las Indias honrado
donde el mundo le acompaña
viene a morir en España
y es en Génova enterrado.
Francisco de Quevedo

El saqueo de Amberes hizo desplazarse las actividades bancarias y de intercambio a las ciudades de Ámsterdam y Londres. De hecho, el cambio de siglo del XVI al XVII vio cambiar el eje de la economía de la Europa del Sur a la Europa del Norte.
Las primeras compañías comerciales que cumplen con el término de compañías privilegiadas, operando en mercados coloniales y gestionadas con procedimientos cuasicapitalistas, a la vez que son protegidas en su actividad por un Estado moderno que defiende sus intereses, con los que en la práctica se identificaban, son las neerlandesas: la Compañía Neerlandesa de las Indias Orientales y la Compañía Neerlandesa de las Indias Occidentales.
A ellas se añadieron compañías inglesas (Compañía Británica de las Indias Occidentales, Compañía Británica de las Indias Orientales, los Merchants Adventurers, esta última basada en una guilda de creación anterior), francesas (de las Indias Orientales y Occidentales, Compañía del Misisipi), danesas, suecas, rusas (Compañía Ruso-americana) y alemanas, entre otras.
Las compañías españolas se crean a partir del siglo XVIII por aplicación de los criterios de la nueva dinastía Borbón, que trae la política colbertista, más acorde con los planteamientos de la monarquía absoluta, e intentarán recuperar el decayente comercio americano, desbaratado por el Tratado de Utrecht, que concedía privilegios a Inglaterra (navío de permiso, asiento de negros). La ruptura parcial del monopolio de Sevilla (ahora desde el puerto de Cádiz) beneficiará a la Compañía Guipuzcoana de Caracas, que recibe la concesión del cacao de Venezuela; luego a una lista de puertos y por último se abrirá un teórico comercio libre, que no llegará a tener tiempo de asentarse antes de la independencia americana.

## Compañías privilegiadas destacadas

### Inglesas

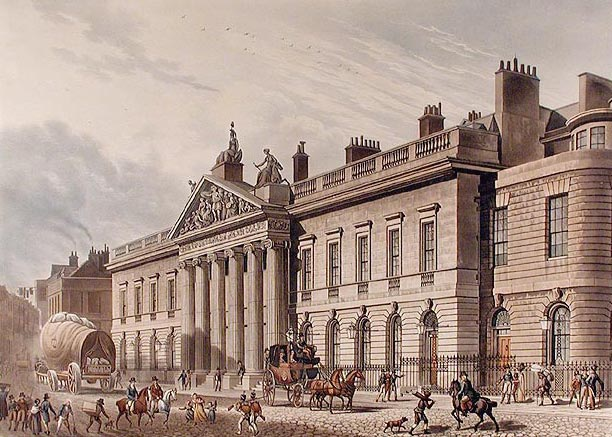
Las oficinas centrales de la Compañía Británica de las Indias Orientales en Londres.

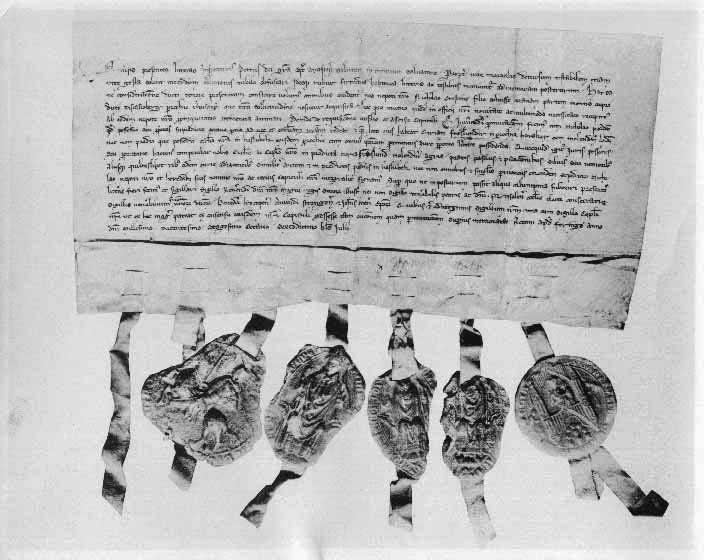
Certificado de 1/8 de una acción de la mina Stora Kopparberg, con fecha del 16 de junio de 1288.

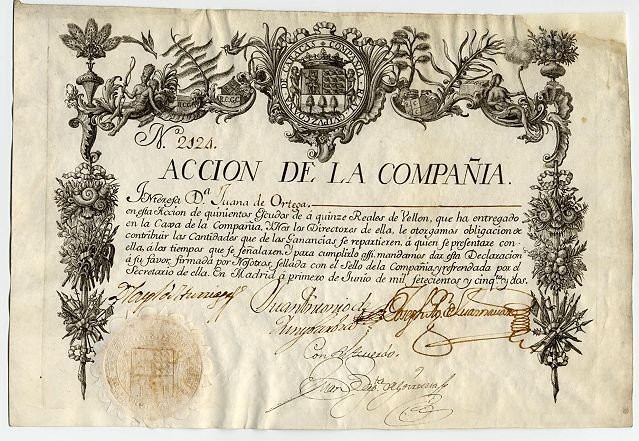
Acción de la Real Compañía Guipuzcoana de Caracas, Madrid, 1 de junio de 1752.

- 1407 – Company of Merchant Adventurers of London
- 1553 – Company of Merchant Adventurers to New Lands
- 1555 – Compañía de Moscovia (Muscovy Company)
- 1577 – Compañía Española (Spanish Company)
- 1579 – Eastland Company
- 1581 – Turkey Company
- 1588 – Morocco Company
- 1600 – Compañía Británica de las Indias Orientales (British East India Company, HEIC) (se convirtió en el mayor imperio colonial en el siglo XIX)
- 1604 – New River Company
- 1605 – Levant Company (fusionada con las compañías turca y venecianas)
- 1606 – Compañía de Virginia (Virginia Company)
- 1609 – French Company
- 1610 – London and Bristol Company
- 1616 – Somers Isles Company
- 1629 – Massachusetts Bay Company
- 1629 – Providence Island Company
- 1635 – Courteen association
- 1664–1674 – Royal West Indian Company
- 1670 – Hudson's Bay Company
- 1672 – Royal African Company
- 1693 – Greenland Company

### Escocesas
- 1634 – Compañía Escocesa de Guinea
- 1698 – Compañía de Escocia

### Británicas
Fundadas después de la unión de Inglaterra y Escocia en 1707.
- 1711 – Compañía del Mar del Sur (South Sea Company)
- 1792 – Sierra Leone Company
- 1752 – African Company of Merchants (Sucesora de la Royal African Company, funcionó entre 1752 y 1821)
- 1824 – Van Diemen's Land Company
- 1835 – Compañía de Australia Meridional
- 1839 – Compañía de Nueva Zelanda
- 1847 – Eastern Archipelago Company
- 1881 – British North Borneo Company
- 1886 – Royal Niger Company
- 1889 – British South Africa Company

### Francesas
- 1613 – Compagnie des Marchands
- 1627 – Compagnie de la Nouvelle France, coloquialmente conocida como Compagnie des Cent-Associés o Compagnie du Canada
- 1625 – Compagnie de Saint-Christophe
- 1635-1651 – Compañía de las Islas de América (Compagnie des Îles de l'Amérique)
- 1660 – Compagnie de Chine
- 1664 – Compagnie de l'Occident
- 1664 – Compañía francesa de las Indias Orientales  o Compañía francesa para el comercio de las Indias orientales (Compagnie française des Indes Orientales o Compagnie française pour le commerce des Indes Orientales)
- 1664 – Compagnie des Indes occidentales
- 1684 – Compagnie du Mississippi

### Alemanas
- 1682 – Compañía Africana de Brandeburgo
- 1752 – Compañía de Emden
- 1882 – Compañía Alemana de África Occidental
- 1884 – Compañía Alemana de Nueva Guinea
- 1884 – Compañía Alemana del África Oriental
- 1891 – Compañía Astrolabe

### Portuguesas
- 1482 – Companhia da Guiné
- 1628 – Compañía Portuguesa de las Indias Orientales
- 1888 – Companhia de Moçambique
- 1891 – Companhia do Niassa

### Neerlandesas
- 1602 – Compañía Neerlandesa de las Indias Orientales (Vereenigde Oostindische Compagnie, o VOC)
- 1614–1642 – Nordic Company
- 1614 – New Netherland Company
- 1614 – Noordsche Compagnie
- 1621 – Compañía Neerlandesa de las Indias Occidentales (West-Indische Compagnie o WIC)
- 1717 – Compañía de Ostende (de los Países Bajos Austríacos, actual Bélgica, activa en la India)
- 1720 – Society of Berbice

### Escandinavas
- 1347 (o antes) – Stora Enso
- 1616 – Compañía danesa de las Indias Orientales (gobernó la India danesa desde Tharangambadi.)
- 1671 – Compañía danesa de las Indias Occidentales y Guinea (Dansk Vestindien o De dansk-vestindiske øer)
- - Royal Greenland
- 1638–1655 – New Sweden Company (creada en relación con la colonia sueca de Nueva Suecia (Nya Sverige); absorbida por los neerlandeses; actualmente en Delaware.)
- 1649–1667 – Swedish Africa Company (de corta vida en Costa de Oro sueca)
- 1721 – Bergen Greenland Company
- 1731–1813 – Compañía sueca de las Indias Orientales (Svenska Ostindiska Companiet, o SOIC)
- 1749 – General Trade Company
- 1774 – Royal Greenland Trading Department
- 1786–1805 – Swedish West India Company (creada en relación con la colonización de San Bartolomé.[1])
- 1738 – Swedish Levant Company (un intento fallido de organizar el comercio de Suecia en la región oriental del Mediterráneo.[1])

### Españolas
- 1714 - Compañía de Honduras[2]
- 1728 - Real Compañía Guipuzcoana de Caracas[2]
- 1740 - Real Compañía de La Habana[2]
- 1746 - Real Compañía de Comercio y Fábrica de Zaragoza[2]
- 1748 - Real Compañía de San Fernando de Sevilla[2]
- 1765 - Real Compañía de Comercio de Barcelona a Indias[2]
- 1785 - Real Compañía de Filipinas[2]

- Compañía del Norte[2]
- Compañía de Levante[2]
- Compañía de Poniente[2]
- Compañía de la Zarza[2]

### Rusas
- 1799–1867 – Compañía ruso-americana (Compañía Ruso-americana bajo la protección de su Majestad Imperial) (Русско-американская компания, RAK)